# Skiddaw
Skiddaw est aussi l'ancien nom du Kunanyi/Mont Wellington, qui surplombe une rivière nommée Derwent en Tasmanie.
Skiddaw est une montagne dans le Lake District en Angleterre. Son sommet à 931 m d'altitude est le 6e plus haut d'Angleterre. Il est situé juste au nord de la ville de Keswick, en Cumbria, et domine l'horizon de cette partie des lacs septentrionaux. C'est la montagne la plus facile à gravir du Lake District (un chemin de randonnée balisé pour les touristes part d'un parc de stationnement automobile vers le nord-est de Keswick, près du sommet du Latrigg (en)). De nombreux guides de randonnées pédestres recommandent cette ascension aux marcheurs occasionnels. C'est le premier sommet d'un parcours de course de fells connu sous le nom de Bob Graham Round lorsque l'épreuve est disputée dans le sens des aiguilles d'une montre.
La montagne donne son nom aux zones voisines de Skiddaw Forest et de Back o' Skidda', ainsi qu'à Skiddaw House (en), un ancien pavillon de chasse transformé en auberge de jeunesse, située à l'est. Elle donne également son nom à une ardoise exploitée dans cette région la Skiddaw Slate (en). Des instruments à percussion ou lithophones, fabriqués avec cette ardoise, sont connus comme les pierres musicales de Skiddaw (en) et conservées au Keswick Museum and Art Gallery (en).

## Toponymie
D'après Eilert Ekwall (en), le nom de Skiddaw est dérivé des éléments de vieux norrois skyti ou skut + haugr, qui signifient « colline d'archer » ou « colline en saillie ». Diana Whaley l'interprète également comme « la montagne avec le rocher en saillie », mais propose aussi l'alternative selon laquelle le premier élément peut être un nom propre ou issu du vieux norrois skítr « crotte, crasse, merde ». Richard Coates (en) suggère qu'« il est possible qu'une solution en cambrien soit à rechercher ».

## Géographie

### Topographie
Les Northern Fells (en) sont des hautes terres qui forment un cercle approximatif de 10 km de diamètre. Au centre se trouve la dépression marécageuse de Skinhead Forest, un plateau sans arbre et une vallée d'une altitude d'environ 400 m, de laquelle coulent des rivières qui divisent la zone en trois secteurs. Dans le secteur sud-ouest, entre Glenderaterra Beck (en) et Dash Beck, se trouve Skiddaw et ses satellites.

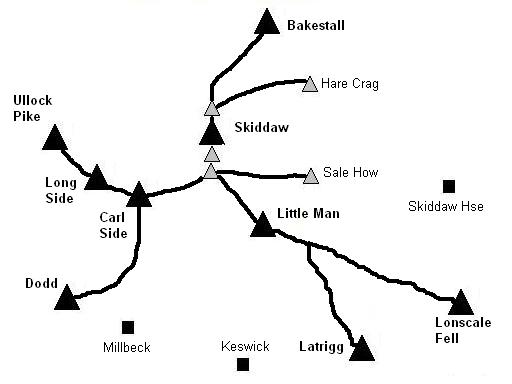
Carte de localisation schématique de Skiddaw.

Skiddaw prend la forme d'une crête nord-sud d'environ un kilomètre de long, avec des pentes abruptes à l'est et à l'ouest. La crête se prolonge vers le nord par Broad End jusqu'à Bakestall (en), un fell surplombant la cascade de Whitewater Dash. D'autres crêtes se déploient vers l'est et l'ouest à partir de l'extrémité sud du Skiddaw. Au sud-est, on trouve les sommets Skiddaw Little Man (en), Lonscale Fell (en) et Latrigg (en), un point de vue facilement accessible sur la ville de Keswick et le lac Derwentwater. Au-delà ces fells, se trouvent Glenderaterra Beck et le groupe de Blencathra (en). La crête sud-ouest s'incline à 180 degrés pour s'étendre au nord au-dessus des rives du lac Bassenthwaite. Cela donne à Skiddaw un « mur extérieur », composé de Carl Side (en), de Long Side (en) et du pic Ullock (en), collectivement appelés Longside Edge. Le dernier membre du groupe de Skiddaw est Dodd (en), un satellite de Carl Side.
Entre Skiddaw et Longside Edge se trouvent les vallées reculées de Southerndale et de Barkbethdale, séparées par l'éperon de Buzzard Knott. Elles drainent le flanc occidental de Skiddaw jusqu'au lac Bassenthwaite. La partie orientale de Skiddaw est couverte par la forêt de Skiddaw, une grande partie de l'eau atteignant la tourbière de Candleseaves. Ce marais est à l'origine du Dash Beck qui coule vers le nord-ouest vers Bassenthwaite et de la River Caldew (en), commençant son long cours en direction du nord-est vers le Solway Firth via Carlisle. Deux éperons lisses sur ce flanc oriental de Skiddaw, Sale How et Hare Crag, sont énumérés séparément dans certains guides. Sale How fait partie des nuttalls (en).
La crête sommitale comporte un certain nombre de cimes qui, du nord au sud, sont connues sous les noms de North Top, High Man (le sommet lui-même), Middle Top et South Top,. Toutes portent maintenant des cairns et un certain nombre d'abris à vent en pierre ont été érigés. Skiddaw a un sommet secondaire, Little Man (en), qui se trouve à environ 1,5 km au sud-sud-ouest du sommet principal. En dépit de leur indépendance limitée, Wainwright le répertorie comme un fell distinct son ouvrage Pictorial Guide to the Lakeland Fells, une convention souvent suivie. Skiddaw Little Man a son propre sommet secondaire, connu sous le nom de Lesser Man.

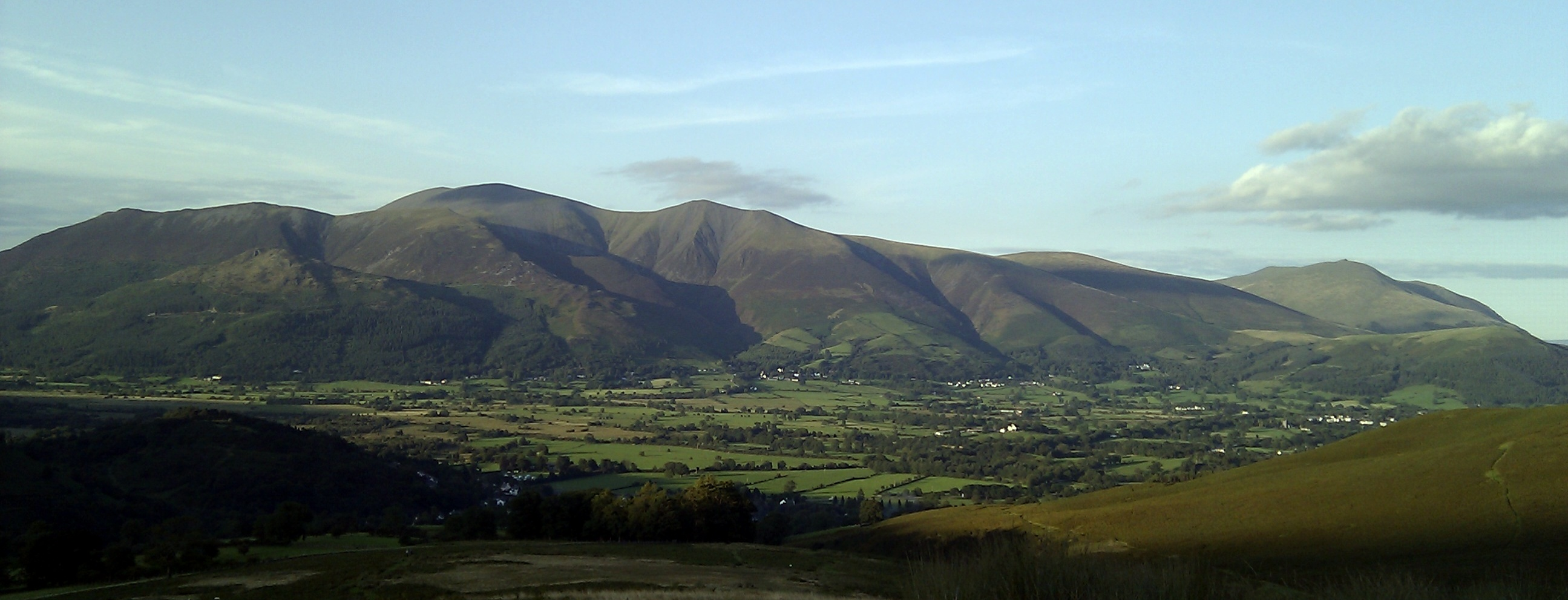
Le massif de Skiddaw vue du fell.

Vue de loin, les pentes de Skiddaw sont généralement arrondies et convexes. Sur les crêtes, le terrain est généralement constitué de cailloux, mais ailleurs, il n’y a que de l’herbe et de la bruyère. Alfred Wainwright (en) a noté que « ses lignes sont lisses, ses courbes gracieuses ; mais parce que les pentes sont raides partout, la rapide élévation du massif depuis le niveau de la vallée jusqu'au sommet central s'apprécie en un coup d'œil – et ce devrait être un regard reconnaissant, car une telle force massive et une telle beauté de contour vont rarement de pair. ».

### Géologie
Le substrat rocheux de Skiddaw, communément appelé Skiddaw Slate (en), est la formation de Kirkstile. Cette roche d'âge ordovicien est composée de mudstone et de siltite laminés avec du grès grauwacke. Au sommet, il est recouvert par des éboulis et, au sud, des zones recouvrent la formation de Loweswater sous-jacente.

## Histoire

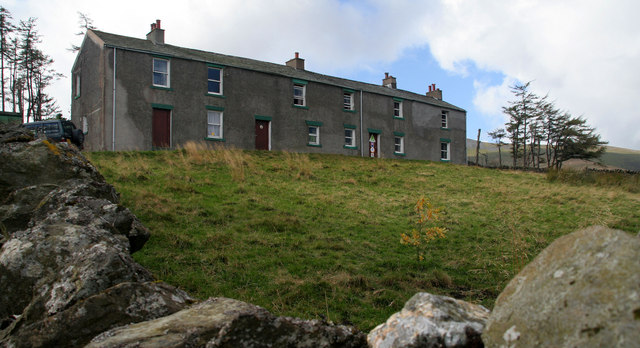
Skiddaw House.

Skiddaw House est bâtie en 1829 par le comte d'Egremont George Wyndham afin d'organiser des parties de chasse. Durant une bonne partie du XIXe siècle, elle est utilisée par les garde-chasses et les bergers. De 1986 à 2002, elle est louée comme auberge de jeunesse pour le compte de la Youth Hostels Association (en), puis, sous la franchise de cette même association, finalement achetée en 2007 et gérée par la Skiddaw House Foundation.
La première ascension de Skiddaw remonte probablement à la Préhistoire. Cependant, la première ascension filmée de la montagne est réalisée en 1995 par le photographe et cinéaste local cumbrien Michael Lakey.

## Ascension

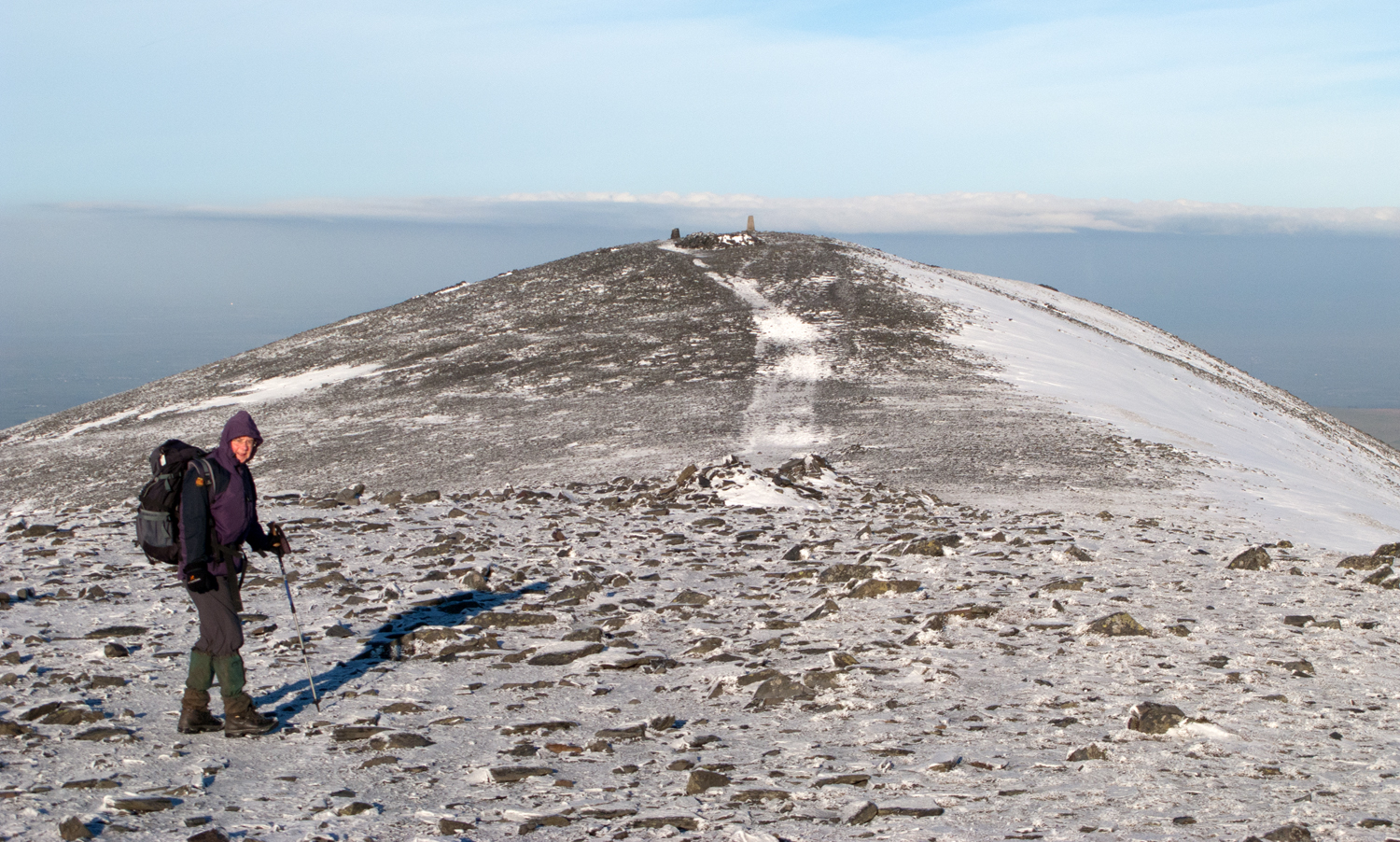
Crête sommitale.

De nombreuses voies d’ascension ont été conçues pour Skiddaw ; en effet, il n'y a pas de voie difficile dans de bonnes conditions. L'itinéraire touristique le plus populaire commence à Keswick et monte d'abord derrière Latrigg, avant que l'ascension ne se poursuive sur les pentes du Little Man jusqu'au sommet. Environ 200 m d’ascension peuvent être évités en montant jusqu’au sommet de Gale Road et en partant du parking public situé juste derrière le sommet de Latrigg.
Une autre voie fréquentée (une de celles recommandées par Wainwright) suit Longside Edge, en commençant par le pic Ullock, Long Side et Carl Side avant la montée raide à partir du col Carlside. Toujours au nord, une alternative un peu plus difficile consiste à monter Buzzard Knott entre Southerndale et Barkbethdale : après avoir traversé le côté sud de l’épaule au-dessus de Randel Crag, remonter plein est jusqu'au sommet. Un peu plus facile est le parcours d'orientation au sud de Cock Up (505 m) ; cette voie permet, dans l'autre sens, une descente en toute sécurité, surtout par mauvais temps. Autrement, les marcheurs peuvent simplement monter par Southerndale et Long Side par une brèche visible depuis le sommet de Skiddaw.

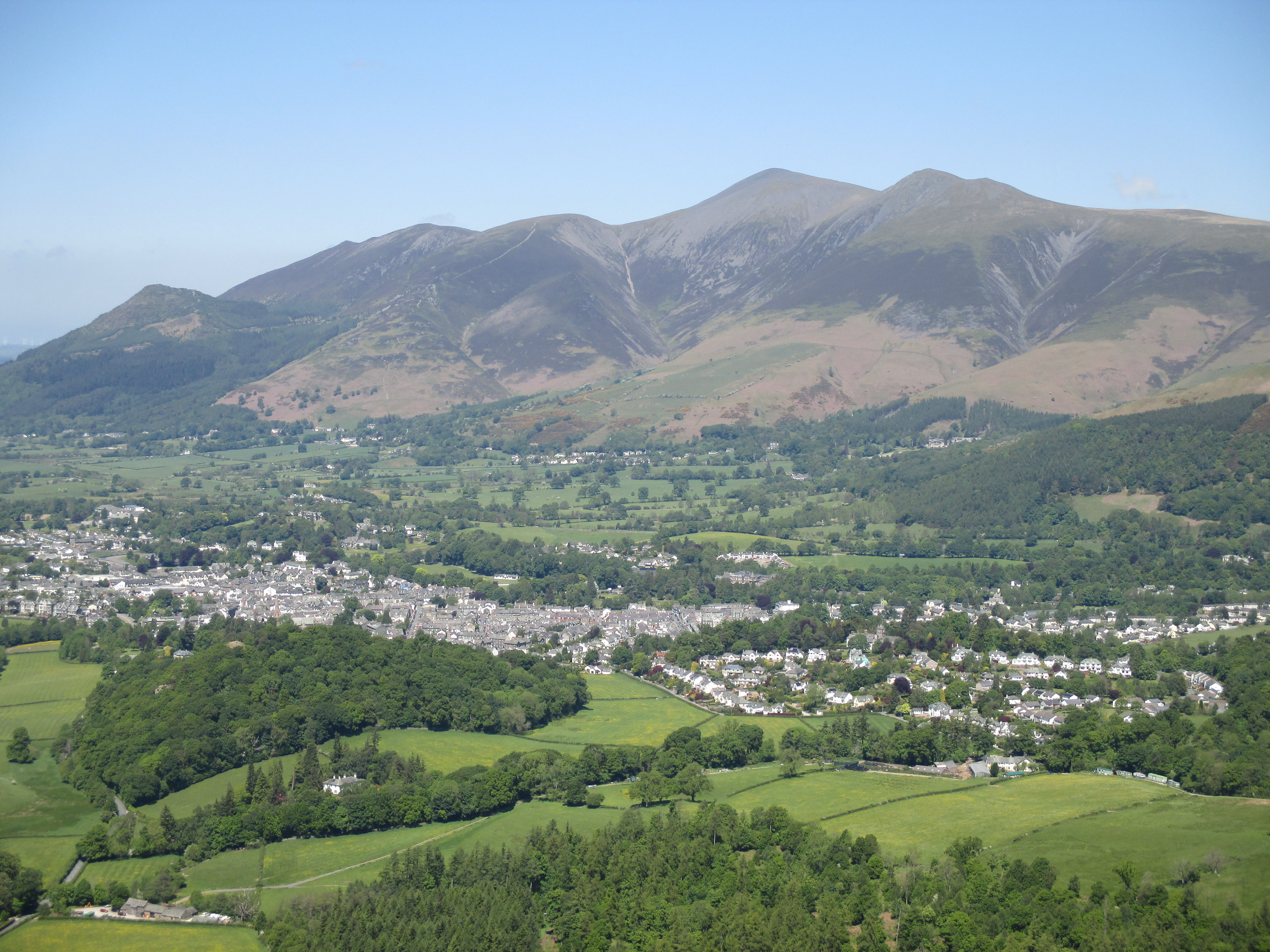
Keswick au pied de Skiddaw.

Du sud-ouest à Millbeck, on peut atteindre directement le col de Carlside. Un départ à proximité d’Applethwaite peut également être utilisé pour varier le parcours touristique. Du nord-ouest, une montée difficile mais pittoresque peut être réalisée jusqu'à l'extrémité nord de Longside Edge avant de suivre la route de crête jusqu'au sommet. Enfin, des promenades à partir de l'est sont possibles pour le marcheur qui se dirige d'abord vers Skiddaw House, à bonne distance de Keswick, Threlkeld ou Peter House. Une fois que Skiddaw House est atteinte, une trajectoire assez directe est possible, en passant par Sale How ou Hare Crag.
Du nord-est, un sentier non balisé mais assez facile et assez fréquenté commence à la cascade de Whitewater Dash (sur la voie Cumbrian Way (en)) où le promeneur peut suivre la clôture (le long de Birkett Edge juste au sud de Dead Crags) devant l'affleurement Bakestall et suivre la clôture jusqu’à au sommet sans nom situé à 831 m. Du haut de ce sommet, un chemin mène directement à Skiddaw Man.
Compte tenu de sa proéminence, Skiddaw offre une vue panoramique. De High Man, le quadrant nord-est laisse apparaître les collines de Back o'Skiddaw, les Border Hills, les Cheviots et les Pennines septentrionales derrière eux. Au sud-est se trouvent Blencathra, les Far Eastern Fells (en) et le chaînon de Helvellyn ; derrière ceux-ci on voit les Yorkshire Dales et la Forest of Bowland. Les Coniston Fells (en) sont directement visibles vers le sud. De l'autre côté de South Top, il y a une belle vue sur le chaînon du Scafell, les Western (en) et North Western Fells (en), avec une partie de Snowdonia visible entre Kirk Fell (en) et Pillar (en). L'île de Man est visible à 100 km et les montagnes de Mourne à 190 km les jours exceptionnellement clairs. Le dernier quartier est occupé par la plaine côtière et le lointain Solway Firth, adossé aux collines de Galloway telles que Merrick, Criffel et Broad Law (en). Goat Fell, sur l'île d'Arran, peut être vu à un angle de 313 degrés, à 170 km. La vue la plus lointaine porte sur Slieve Meelmore dans le comté de Down à 190 km. En se déplaçant vers South Top, une vue est offerte sur Borrowdale.

## Dans la culture
Skiddaw est mentionné dans le quatrième recueil de poème de John Keats, Endymion :
« …with all the stress / Of vision search'd for him, as one would look […] from old Skiddaw's top, when fog conceals / His rugged forehead in a mantle pale, / With an eye-guess towards some pleasant vale / Descry a favourite hamlet faint and far. »
Skiddaw est cité également à la fin du poème The Armada de Thomas Babington Macaulay : « Till Skiddaw saw the fire that burned on Gaunt's embattled pile, And the red glare on Skiddaw roused the burghers of Carlisle. »

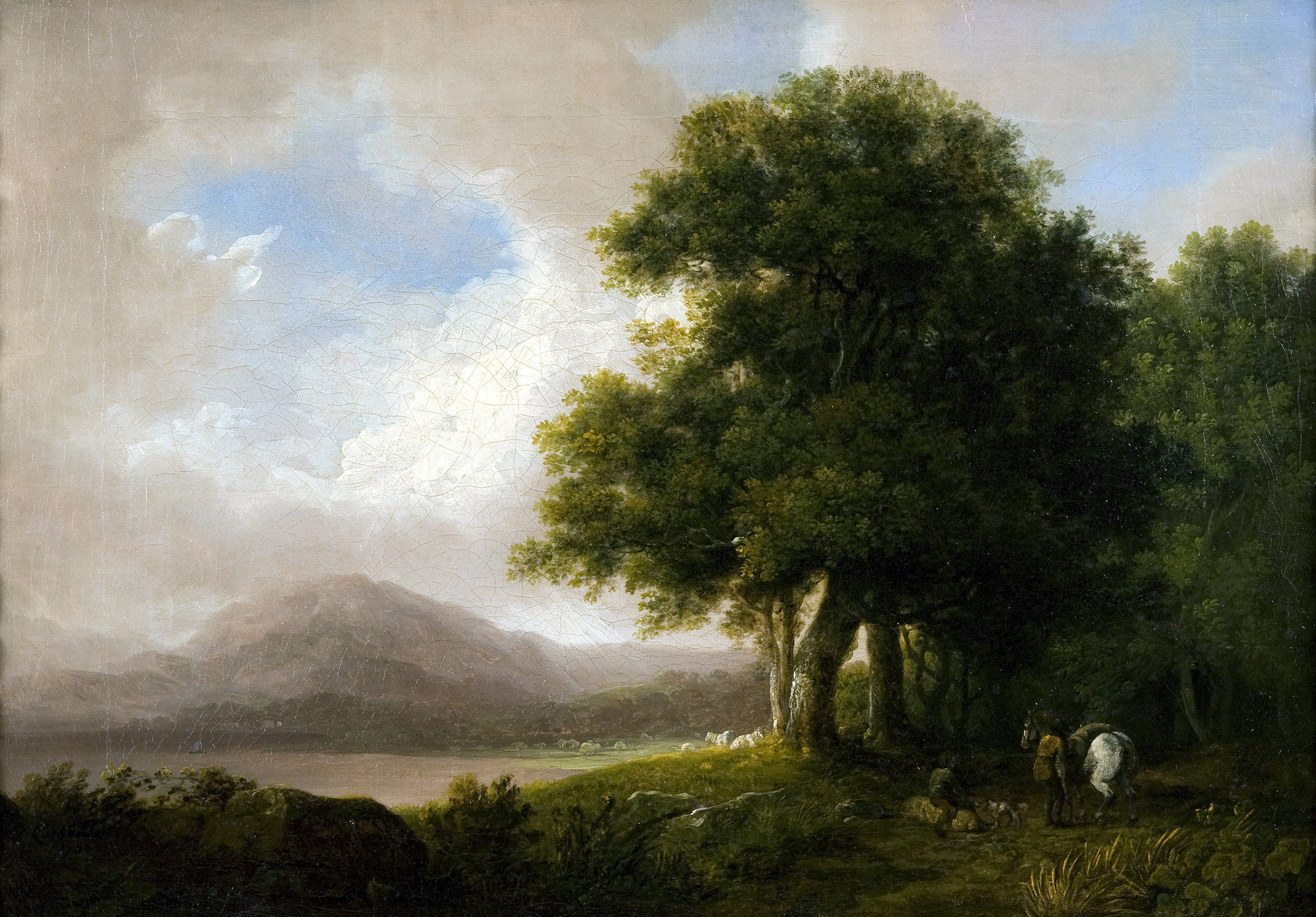
Skiddaw vue du Derwentwater, par Richard Corbould (1757-1831).
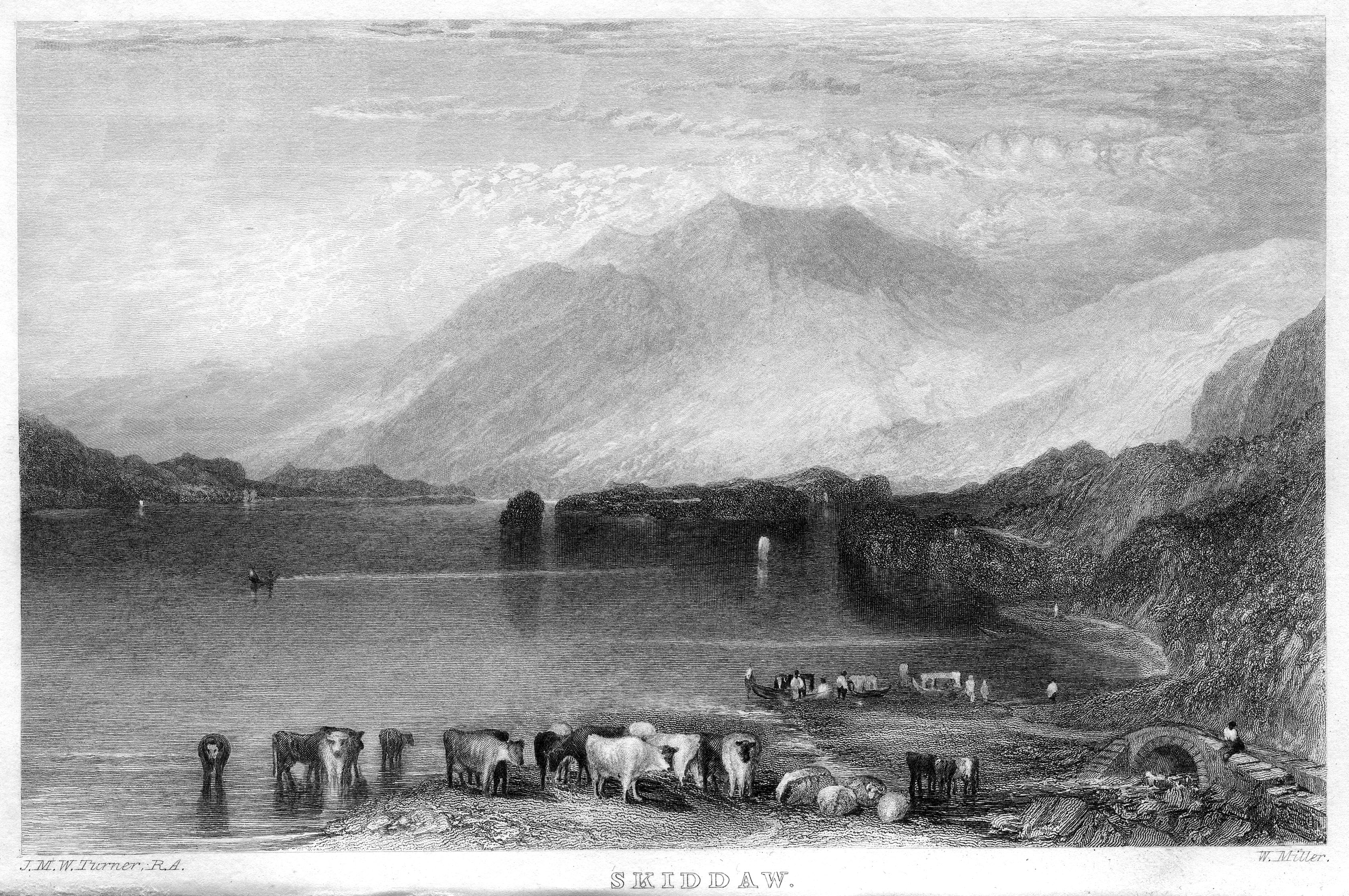
Skiddaw d'après Joseph Mallord William Turner (1833).